# Strażnica WOP Sobibór
Strażnica WOP Sobibór – podstawowy pododdział graniczny Wojsk Ochrony Pogranicza pełniący służbę ochronną na granicy polsko-radzieckiej.

## Formowanie i zmiany organizacyjne
Strażnica została sformowana w 1945 w strukturze 31 komendy odcinka jako 143 strażnica WOP (Sobibór) o stanie 56 żołnierzy. Kierownictwo strażnicy stanowili: komendant strażnicy, zastępca komendanta do spraw polityczno-wychowawczych i zastępca do spraw zwiadu. Strażnica składała się z dwóch drużyn strzeleckich, drużyny fizylierów, drużyny łączności i gospodarczej. Etat przewidywał także instruktora do tresury psów służbowych oraz instruktora sanitarnego.
17 listopada 1945 obsada 31 komendy odcinka, w tym 143 strażnica (?), wyjechała z Lublina do Włodawy. We Włodawie poszczególne strażnice przygotowywały się do objęcia ochrony granicy.
18 listopada 1945 z Lublina do Chełma wyjechała grupa operacyjna sztabu i 143 strażnica WOP
W 1946 w 31 komendzie odcinka zaszły zmiany dyslokacyjne. 25 stycznia 1946 nad granicę wyszły pierwsze patrole ze 143 strażnicy Sobibor.
W związku z reorganizacją oddziałów WOP w 1948, strażnica podporządkowana została dowódcy 23 batalionu OP. Od stycznia 1951 strażnica podlegała dowódcy 232 batalionu WOP.
Od 15 marca 1954 wprowadzono nową numerację strażnic. Strażnica IV kategorii otrzymała numer 138.

## Ochrona granicy
W dniach 9 –22 grudnia 1945, w okolicach Włodawy 143 strażnica brała udział w walkach ze zbrojnym podziemiem. Ujęto 4 osoby.
142 strażnica WOP Długobrody ⇔ 144 strażnica WOP Zbereże – 1946

## Dowódcy strażnicy
- por. Józef Brzoziński – 1946[10]